# Cisterna de Casa Quartal
Cisterna de Casa Quartal és un aljub del poble de Peranera al municipi del Pont de Suert protegit com a bé cultural d'interès local.

## Descripció
L'estructura del castell de Peranera -se'n conserva l'església- aprofitada per a la construcció (entre els segles xviii i xix) de dues cases: la de l'Ardiaca i la Quartal. D'aquesta darrera destaca l'estructura de l'aljub o cisterna, sens dubte una de les parts més importants del castell que ens ha arribat. Són unes parets de pedra desbastada molt ben casada, cobertes per una volta d'aresta. Per la seva tipologia es pot datar entre els segles xiii i xiv. Tot i haver estat restaurada en època contemporània conserva tots els components originals. L'aigua arriba al dipòsit mitjançant un sistema de canalitzacions aèries. Aquest pot arribar a contenir fins a 20.000 litres. Al poble vell de Corroncui n'hi ha una de semblant. La cisterna és un element de gran importància en un castell, ja que permet la subsistència dels seus ocupants.

## Història
Les referències documentals més antigues del lloc de Peranera ens arriben a principis del segle xi, com a límit territorial de la vila de Raons. Als segles XIII, 1120, s'esmenta la fortificació de Peranera com a concessió de Mir Garreta, el propietari feudatari del castell, al monestir de Lavaix, d'un home de dit castell, en compensació dels mals que aquest havia produït al dit monestir. Durant el segle xiii el lloc i el castell passaran a formar part de la Baronia d'Erill. Actualment la part alta del poble es troba en ruïna total.